# Escudo de la Segunda República española
El escudo de la Segunda República española fue el símbolo heráldico oficial de España entre 1931 y 1939.
Fue establecido en 1931 por un decreto de 27 de abril, que lo especificaba de la siguiente manera: 

"...el que figura en el reverso de las monedas de cinco pesetas acuñadas por el Gobierno Provisional en 1869 y 1870."

## Descripción del escudo numismático de 1869

Escudo de 1869 con corona cívica, según la recomendación de la Real Academia de la Historia al gobierno provisional de entonces.

El escudo está formado por las armas de Castilla, León, Aragón, Navarra y Granada, situado este último en la punta. El escudo aparece flanqueado por las columnas de Hércules, sin coronas, y basadas en tierra y con un único listón o cinta entrelazándose y en el que figura escrita la leyenda "Plus Ultra".
Según el Informe dado al gobierno provisional sobre el escudo de armas y atributos de la moneda en 1868, la Academia recomendaba al Gobierno una descripción heráldica:

"Escudo cuartelado en cruz: primero, de gules y un castillo de oro, almenado de tres almenas, y donjonado de tres torres, la del medio mayor; cada una también con tres almenas, el todo de oro, mazonado de sable y adjurado de azur; segundo, de plata y un león de gules, coronado de oro, armado y lampasado de lo mismo; tercero, de oro y cuatro palos de gules; cuarto, de gules y una cadena de oro puesta en orla, en cruz y en sotuer: entado en punta, de plata y una granada al natural mostrando sus granos de gules, sostenida, tallada y hojada de dos hojas de sinople. Acostadas, una á cada lado, las dos columnas de Hércules, de plata, con la base y el capitel de oro, liadas con una lista de gules, cargada con el Plus ultra de oro."
Informe dado al gobierno provisional sobre el escudo de armas y atributos de la moneda.
Aureliano Fernández-Guerra y Orbe, Cayetano Rosell, Eduardo Saavedra, Salustiano de Olózaga.
Real Academia de la Historia. Madrid, 6 de noviembre de 1868.

## Historia

### Escudo del Gobierno provisional de 1868

Escudo del Gobierno Provisional y de la Primera República española.

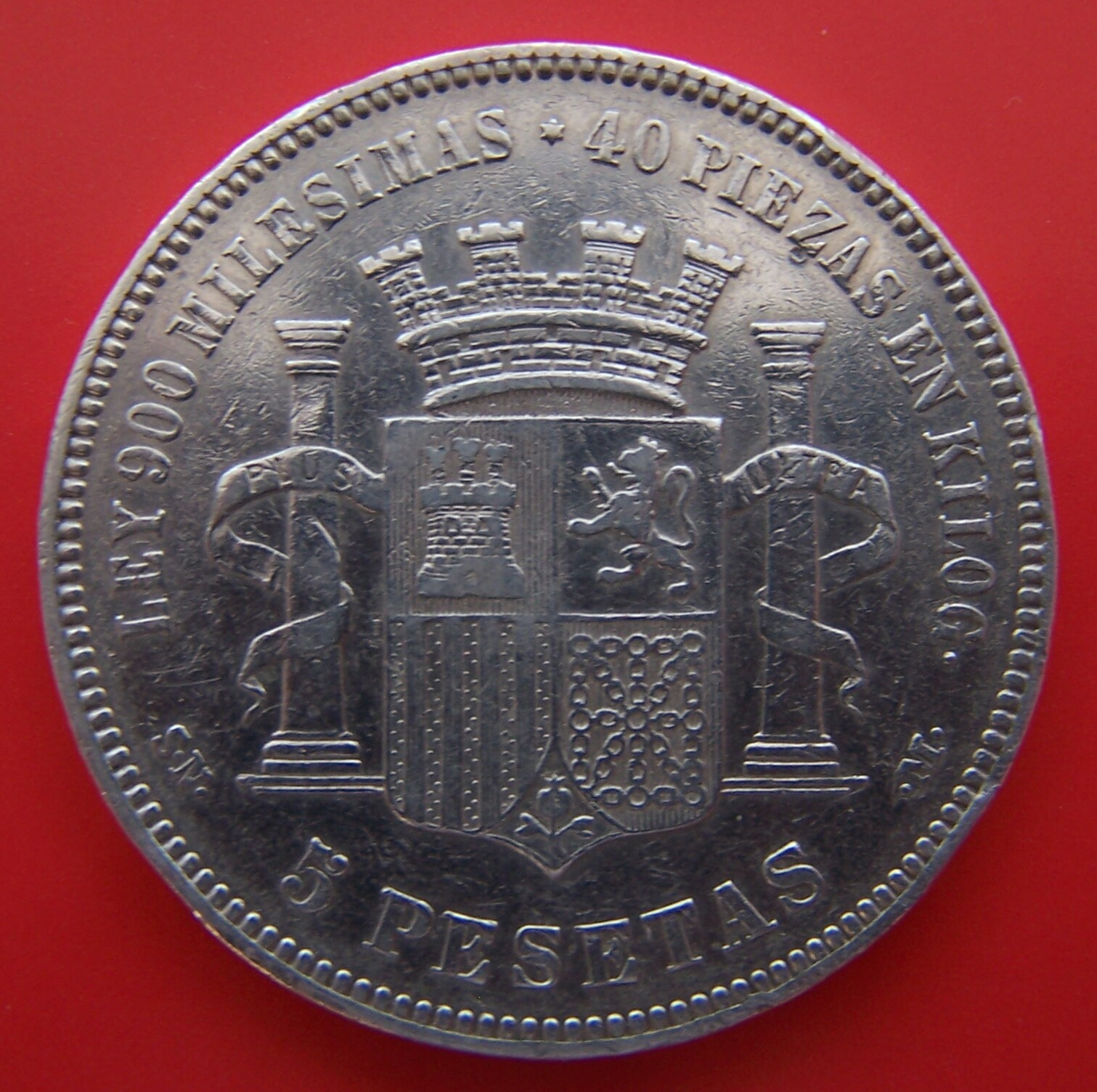
«En el centro de la banda amarilla figurará el escudo de España, adoptándose por tal el que figura en el reverso de las monedas de cinco pesetas acuñadas por el Gobierno provisional en 1869 y 1870», [https://es.wikisource.org/wiki/Decreto_del_Gobierno_Provisional_de_la_Rep%C3%BAblica_de_27_de_abril_de_1931 Decreto del Gobierno Provisional de la República, de 28 de abril de 1931

Tras la revolución de 1868, con la que se derroca a Isabel II, el Gobierno Provisional se propone la creación de un escudo nacional, en sustitución de las armas propias de la casa reinante y que resultaban en una composición heráldica compleja a la vez que prestada a equívoco por la asociación ya afirmada de los emblemas de linaje en territoriales. La Real Academia de la Historia fue la encargada de la elaboración y fundamento de las nuevas armas que aparecerán en el reverso de las primeras pesetas, acuñadas por el Gobierno Provisional en 1869 y 1870.
Con la llegada de Amadeo I, en 1871, el cuartelado que se había aprobado con las armas de Castilla, de León, de Aragón y de Navarra, junto con el entado de Granada, se mantuvo mientras se añadieron elementos como el escusón con las armas de la familia real, los Saboya, y sustituyendo la coronal mural por una real cerrada.

### Escudo republicano
Tras la proclamación de la Primera República, se ordena eliminar todos los atributos que la opinión ya asociaba a la monarquía, en particular las coronas, recuperadas nuevamente con la restauración de Alfonso XII, en 1875, que reintroduce el escusón de la familia real, de la Casa de Borbón.
Tras la proclamación de la Segunda República, y por medio del Decreto del Gobierno Provisional de la República de 27 de abril de 1931, se resuelve adoptar como escudo Nacional de España el que figuraba en las monedas acuñadas por el gobierno provisional, sin dar más detalles o blasón. Así, según el diseño, varían elementos como el uso de la corona mural ceñida en el león, o en general su simple desaparición. 

### Desuso
En 1938, en plena Guerra civil española, el bando franquista adoptó unas nuevas armerías a instancias de los ideólogos falangistas e inspiradas en la heráldica propia de los Reyes Católicos, siendo desde 1939 las oficiales del Estado, poniendo fin al uso del escudo republicano.
Su diseño fue difundido en diferentes versiones simplificadas en las que se mantenía el cuartelado de 1868. El blasón oficial fue modificado con ligeras variaciones en el Reglamento de Banderas de 1945 y en el de 1978, en plena Transición democrática. La Constitución de 1978 no contempla mención al Escudo Nacional y su primer ejemplar, conservado en el Parlamento, está decorado con la heráldica creada durante la dictadura militar. Es la Ley de 1981 por la que se adopta el Escudo Nacional de España, que mantiene el cuartelado ya adoptado en 1868.

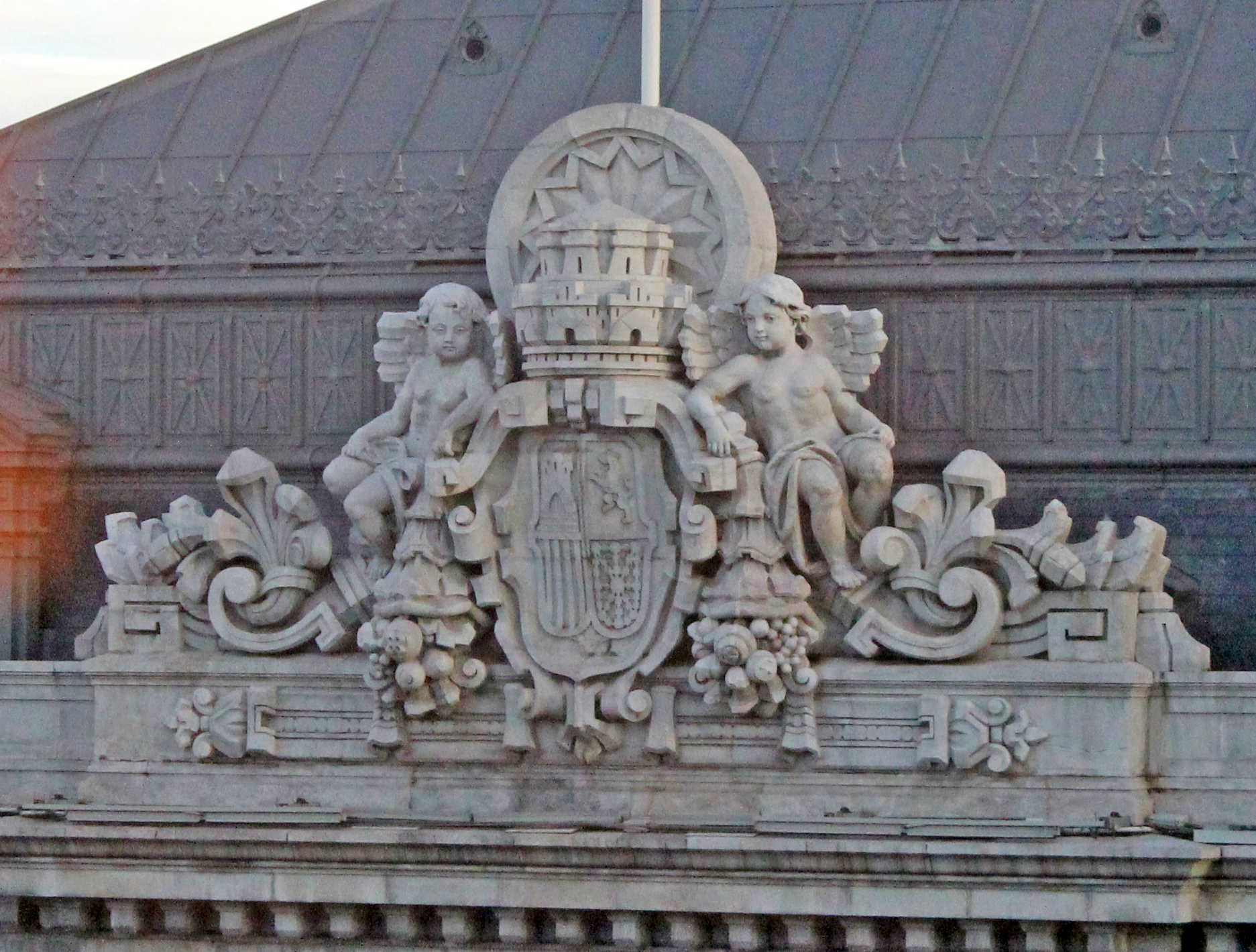
Escudo de la Segunda República en el Edificio del Banco de España (Madrid).
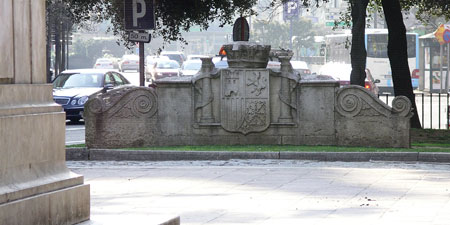
El escudo de la Segunda República española situado en la Plaza del Ayuntamiento de Santander antes de su retirada del lugar coincidiendo con la de la estatua ecuestre de Franco, situada justo enfrente, en diciembre del 2008.
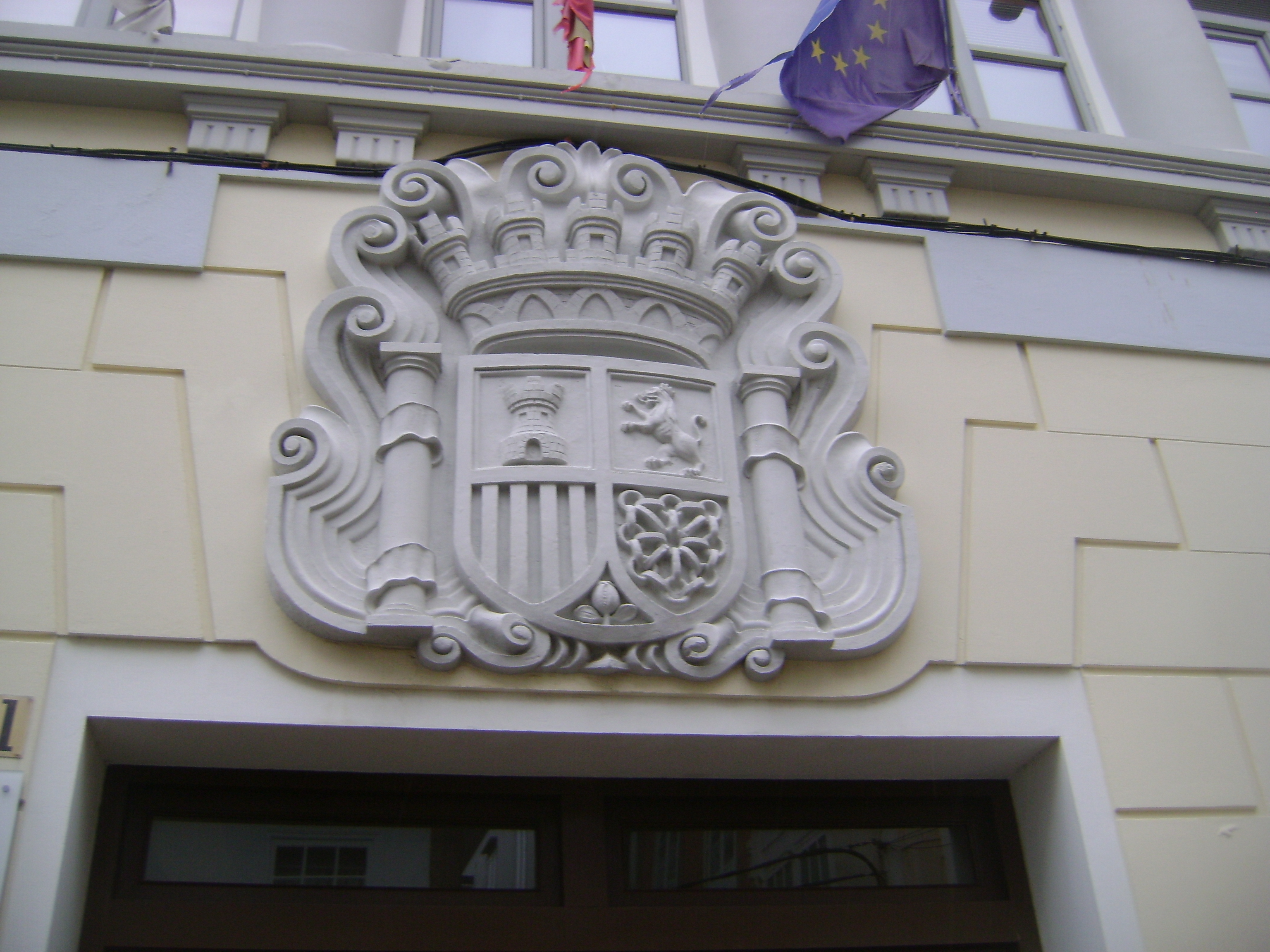
Escudo de la II República en el CEIP Cidade Vella de La Coruña.